# Paul Walden

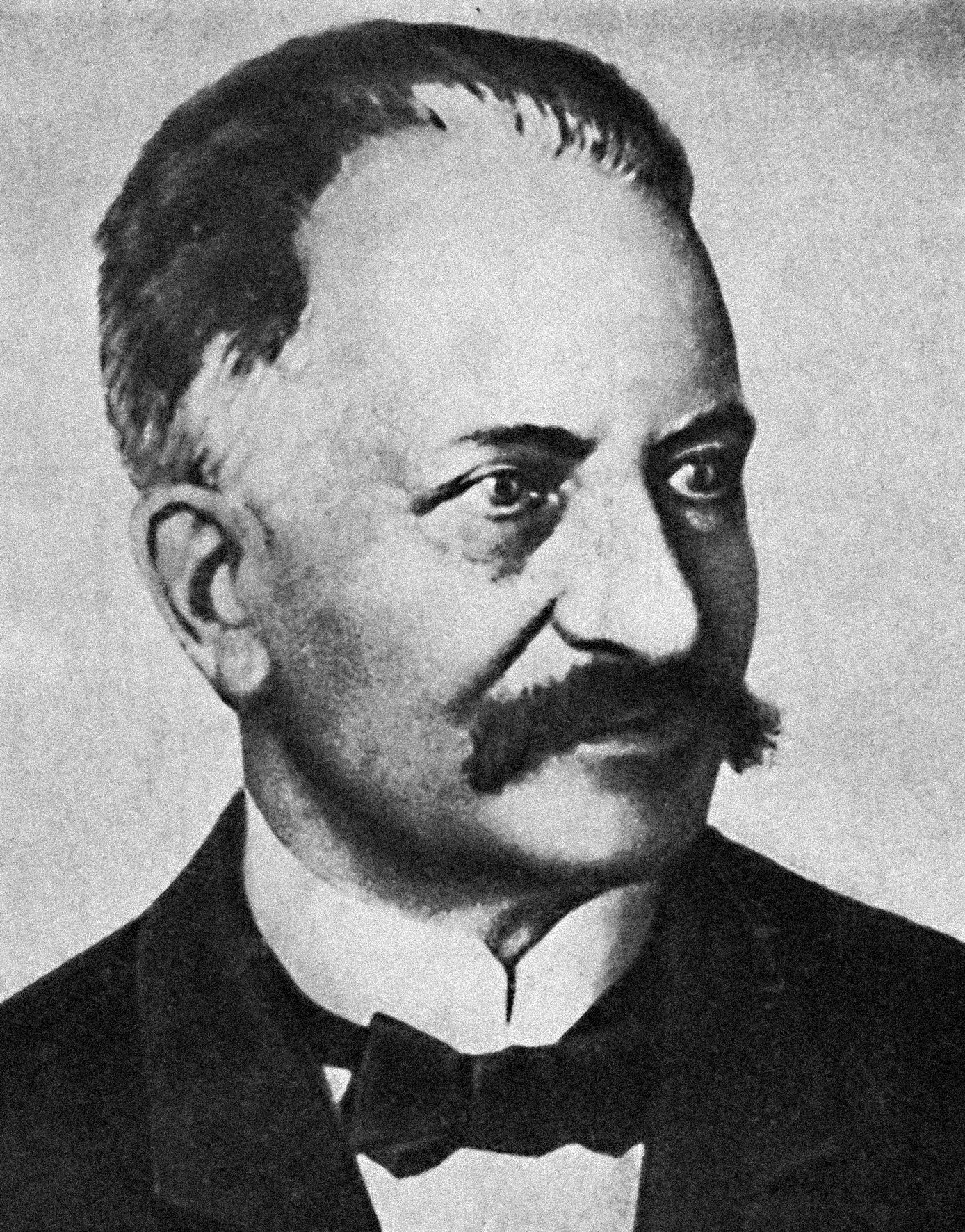
Paul Walden

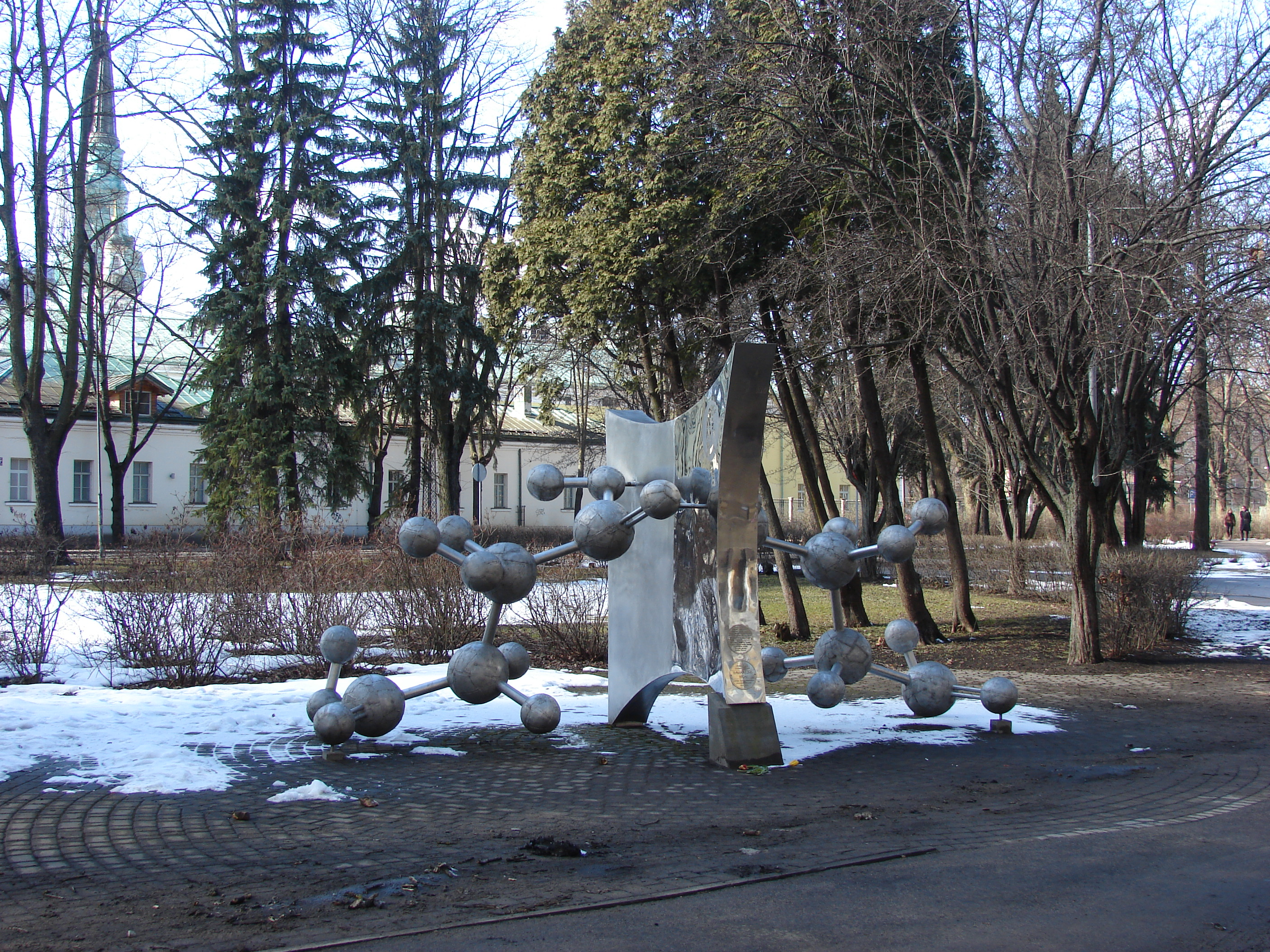
Denkmal für Paul Walden in Riga Das Spiegelbild des Äpfelsäure-Moleküls nach der Idee von Jānis Stradiņš gestaltet von Andris Vārpa, 2003

Paul Walden, auch Paul von Walden, (lettisch Pauls Valdens, russisch Павел Иванович Вальден/ Pavel Ivanovic Walden; * 14. Julijul. / 26. Juli 1863greg. in Rosenbeck bei Wenden, Gouvernement Livland, Russisches Kaiserreich; † 22. Januar 1957 in Gammertingen, Bundesrepublik Deutschland) war ein lettischer Chemiker und Wissenschaftshistoriker. In der zweiten Lebenshälfte identifizierte Walden sich eindeutig als Deutscher; in seiner 1974 postum herausgegebenen Autobiografie Wege und Herbergen erwähnte er seine lettische Abstammung nicht.

## Leben
Paul Walden wurde als dreizehntes Kind der lettischen Bauernfamilie von Jānis und Anna Valdēns geboren. Als er vier Jahre alt war, starb sein Vater; im Alter von zehn Jahren übergab ihn seine Mutter in die Obhut des Lehrers Erdmanis Rubens. Walden besuchte Schulen in Cēsis und Riga.
Er studierte nach dem Abitur Chemie am Rigaer Polytechnikum mit dem Abschluss als Diplom-Ingenieur 1889 (wobei er schon in Riga Schüler von Wilhelm Ostwald war), setzte seine Studien in Physik und Chemie in Leipzig und München fort. In Leipzig hörte er neben Ostwald bei Johannes Wislicenus und Gustav Wiedemann und in München war er 1893 bei Adolf von Baeyer. 1891 wurde er in Leipzig bei Wilhelm Ostwald summa cum laude zum Dr. phil. promoviert (Dissertation: Über die Affinitätsgrößen einiger organischer Säuren und ihre Beziehung zur Konstitution derselben). Er besuchte in den folgenden Jahren regelmäßig Ostwald in Leipzig, dessen Wunschkandidat auf eine Lehrstuhlnachfolge er später war, und knüpfte Kontakte zu bedeutenden Chemikern. In Odessa legte er 1893 das Examen zum Magister der Chemie ab (Dissertation: Über semipermeable Membranen und osmotische Erscheinungen an denselben) und wurde im gleichen Jahr Professor für analytische und physikalische Chemie am Polytechnikum Riga. Am 28. Juni 1898 heiratete er in Wolmar-Weidenhof Wanda Wilhelmine Aline von Lutzau (1878–1950). 1899 promovierte er auch an der Universität von Petersburg (russischer Doktorgrad, entsprechend einer Habilitation und Voraussetzung für eine akademische Karriere in Russland) mit der Arbeit Materialien zur Stereochemie. 1901 bis 1906 war er Rektor des Polytechnikums in Riga. In dieser Zeit war er auch an der Einrichtung der chemischen Abteilung an der neu gegründeten Technischen Hochschule Breslau beteiligt und auf Einladung der russischen Regierung mit Dmitri Mendelejew und Nikolai Alexandrowitsch Menschutkin an der einer neu zu gründenden technischen Lehrakademie in St. Petersburg. Ihm wurden unter anderem die Lehrstühle von Menschutkin und Mendelejew in Sankt Petersburg angeboten, er blieb aber in Riga. 1907 wurde er zum Kaiserlich russischen Wirklichen Staatsrat mit dem Titel Exzellenz ernannt, was mit einem erblichen Adelstitel verbunden war. 1910 wurde er Nachfolger von Friedrich Konrad Beilstein Mitglied der Kaiserlichen Akademie der Wissenschaften in Sankt Petersburg und im selben Jahr wurde er Leiter des Chemischen Labors der Akademie der Wissenschaften in Sankt Petersburg. Seit 1927 war er ausländisches Ehrenmitglied dieser Akademie. Im Jahr 1912 übertrug man Walden in New York die Organisation des nächsten Internationalen Kongresses für Angewandte Chemie, der 1915 in Sankt Petersburg stattfinden sollte. Im Ersten Weltkrieg wurde die Rigaer Hochschule nach Moskau evakuiert und Walden folgte ihr als Rektor. Nach dem Ende des Ersten Weltkrieges schlug Walden wegen der unsicheren Lage in Lettland eine erneute Professur in Riga aus und flüchtete 1919 mit den letzten deutschen Truppen nach Deutschland. Er kam zunächst in ein Lager im Schloss Remplin bei Malchin. 1916 wurde er korrespondierendes Mitglied der Académie des sciences in Paris.
1919 wurde er Professur für anorganische Chemie an der Universität Rostock, an der er 1934 emeritiert wurde. Im Jahr 1932 wurde er zum Mitglied der Leopoldina gewählt. Nach seiner Pensionierung wandte er sich verstärkt der Geschichte der Chemie zu. 1936 wurde er Vorsitzender der Fachgruppe Geschichte der Chemie beim Verein Deutscher Chemiker. 1934 wurde er Mitglied der NSDAP und im NSLB. Er war förderndes Mitglied der SS.
Im Zweiten Weltkrieg verlor Walden nach Bombenangriffen im April 1942 sein Haus in Rostock, die Bibliothek mit rund 10.000 Bänden und Hab und Gut. Der Achtzigjährige zog nach Frankfurt am Main um und wurde auch dort ausgebombt. Nach Kriegsende nahm er 1945 eine Gastprofessor für Geschichte der Chemie in Tübingen an, um für seinen Lebensunterhalt zu sorgen, da seine Rostocker Pension nicht bezahlt wurde.

## Wissenschaftliche Leistungen
Walden arbeitete auf einem breiten Forschungsgebiet der organischen, anorganischen und physikalischen Chemie. Er befasste sich unter anderem mit der Stereochemie und der Elektrochemie in nichtwässrigen Lösungsmitteln.
Walden konnte synthetisch nachweisen, dass sich am chiralen Kohlenstoffatom durch Austausch der Substituenten die Drehrichtung in polarisiertem Licht ändert. Aus Brombernsteinsäure konnte er sowohl L-Äpfelsäure als auch D-Äpfelsäure herstellen. Bei dieser Substitution nimmt der eingeführte Substituent einen anderen Platz am chiralen Kohlenstoff ein als die Abgangssubstituent. Walden konnte 1897 zeigen, dass bei der Umsetzung kein racemisches Stoffgemisch aus einer Mischung von L-Äpfelsäure und D-Äpfelsäure entsteht, sondern die Chiralität des Kohlenstoffatoms umgekehrt wird. Emil Fischer bezeichnete 1906 diese Reaktion mit Änderung der Kohlenstoffchiralität als Waldensche Umkehr.
Von 1899 bis 1901 untersuchte Walden die Leitfähigkeit von Thionylchlorid, Sulfurylchlorid, Dimethylsulfat und Phosphortrichlorid und nutzte diese, um die ionische Struktur von Triphenylmethylchlorid bzw. das Triphenylmethylradikal, Iod und andere Stoffe zu untersuchen. Die dissoziierende Kraft wurde auf die Dielektrizitätskonstante des Lösungsmittel zurückgeführt.
Walden stellte fest, dass das Produkt aus Äquivalentleitfähigkeit und Viskosität elektrolytischer Lösungen bei vorgegebener Temperatur häufig eine Konstante ergibt, unabhängig vom Lösungsmittel. Diese Gesetzmäßigkeit ist als Waldensche Regel oder Waldensche Viskositätsregel bekannt. Die Regel von Ostwald und Walden (auch zusätzlich nach Georg Bredig benannt) von 1887 gibt eine Beziehung  zwischen der Ionenwertigkeit und der Leitfähigkeit.
1914 beschrieb Walden mit Ethylammoniumnitrat, das einen Schmelzpunkt von 12 °C aufweist, die erste ionische Flüssigkeit in der Literatur.
Walden verfasste das Buch Geschichte der organischen Chemie seit 1880, es war die geschichtliche Fortsetzung des Werkes von Carl Graebe.

## Schriften
- Ломоносовъ какъ химикъ. St. Petersburg 1911. (Lomonossow als Chemiker)
- Herausgeber mit Carl Adam Bischoff: Handbuch der Stereochemie. H. Bechhold, Frankfurt a. M. 1894, Archive
- Elektrochemie nichtwäßriger Lösunge, Leipzig: Barth 1924
- Molekulargrößen von Elektrolyten in nichtwässrigen Lösungsmitteln, Dresden: Steinkopf 1923
- Очерк истории химии в России, в кн.: Ладенбург А., «Лекции по истории развития химии от Лавуазье до нашего времени», пер. с нем., Од., 1917 (Überblick über die Geschichte der Chemie in Russland, in: A. Ladenburg, Vorlesungen über die Geschichte der Chemie von Lavoisier bis heute)
- Теории растворов в их исторической последовательности, П., 1921 (Theorie der Lösungen in historischer Abfolge)
- Maß, Zahl und Gewicht in der Chemie der Vergangenheit. Ein Kapitel aus der Vorgeschichte des sogenannten quantitativen Zeitalters der Chemie. Stuttgart 1931 (= Sammlung chemischer und chemisch-technischer Vorträge, Neue Folge, 8)
- Goethe als Chemiker und Techniker, Berlin: Verlag Chemie 1932
- Geschichte der Organischen Chemie seit 1880, Julius Springer Verlag 1941, Reprint 1972 (Geschichte der Organischen Chemie, Band 2)
- Drei Jahrtausende Chemie, Berlin: Limpert 1944
- Geschichte der Chemie, Bonn: Athenäum Verlag, 2. Auflage 1950
- Chronologische Übersichtstabellen zur Geschichte der Chemie von den ältesten Zeiten bis zur Gegenwart, Springer, Berlin/Göttingen/Heidelberg 1952
- Wege und Herbergen. Mein Leben, Wiesbaden, Franz Steiner Verlag, 1974 1998 (Herausgeber G. Kersten)

## Ehrungen
Anlässlich seines 150. Geburtstages gab die Lettische Post 2013 eine Sondermarke zu Ehren Waldens heraus (Wert: 100 santīmu = 1 Lats bzw. LVL = 1,42 €; der Euro wurde 2014 in Lettland eingeführt).
1943 wurde er Ehrenmitglied der Leopoldina. Er war Ehrendoktor der TH Stuttgart (1929) und der Universitäten in Rostock (1932), Madrid (1934) und Tübingen (1950).